# Gomphichis
Gomphichis é um género botânico pertencente à família das orquídeas (Orchidaceae). Foi publicado por John Lindley em The Genera and Species of Orchidaceous Plants, 446, em 1840. A espécie tipo é a Gomphichis goodyeroides Lindley. O nome do gênero vem do grego gomphos, o desenho do naipe de paus, em alusão ao formato da coluna de suas flores.
Vinte quatro robustas espécies terrestres, ocasionalmente epífitas, compõem este gênero que ocorre no leste sul americano das Guianas à Bolivia e também em alguns países do sul da América Central. Vivem nas matas secundárias e bosques ralos, encostas e escarpas, entre 1700 e 3000 metros de altitude. Duas espécies existem no Monte Roraima na fronteira do Brasil com a Venezuela, e são encontradas também no no estado brasileiro de mesmo nome.
Apresentam raízes fibrosas, fasciculadas, numerosas folhas coriáceas, pecioladas, basilares, grandes, formando uma roseta. A longa inflorescência apical é delgada com muitas flores pequenas, esverdeadas ou levemente amareladas, com labelo curtamente unguiculado e lâmina côncava. As sépalas e pétalas são livres.

## Espécies
1. Gomphichis adnata (Ridl.) Schltr., Repert. Spec. Nov. Regni Veg. Beih. 6: 61 (1919).
2. Gomphichis alba F.Lehm. & Kraenzl., Bot. Jahrb. Syst. 26: 500 (1899).
3. Gomphichis altissima Renz, Candollea 11: 253 (1948).
4. Gomphichis bogotensis Renz, Candollea 11: 247 (1948).
5. Gomphichis brachystachys Schltr., Repert. Spec. Nov. Regni Veg. Beih. 7: 52 (1920).
6. Gomphichis caucana Schltr., Repert. Spec. Nov. Regni Veg. Beih. 7: 53 (1920).
7. Gomphichis cladotricha Renz, Candollea 11: 256 (1948).
8. Gomphichis crassilabia Garay, Opera Bot., B 9(225: 1): 147 (1978).
9. Gomphichis cundinamarcae Renz, Candollea 11: 252 (1948).
10. Gomphichis goodyeroides Lindl., Gen. Sp. Orchid. Pl.: 447 (1840).
11. Gomphichis gracilis Schltr., Repert. Spec. Nov. Regni Veg. Beih. 6: 29 (1919).
12. Gomphichis hetaerioides Schltr., Repert. Spec. Nov. Regni Veg. Beih. 7: 54 (1920).
13. Gomphichis koehleri Schltr., Repert. Spec. Nov. Regni Veg. Beih. 9: 50 (1921).
14. Gomphichis lancipetala Schltr., Repert. Spec. Nov. Regni Veg. Beih. 7: 54 (1920).
15. Gomphichis longifolia (Rolfe) Schltr., Repert. Spec. Nov. Regni Veg. Beih. 10: 60 (1922).
16. Gomphichis longiscapa (Kraenzl.) Schltr., Repert. Spec. Nov. Regni Veg. Beih. 9: 125 (1921).
17. Gomphichis macbridei C.Schweinf., Bot. Mus. Leafl. 9: 58 (1941).
18. Gomphichis plantaginea Schltr., Repert. Spec. Nov. Regni Veg. Beih. 9: 50 (1921).
19. Gomphichis plantaginifolia C.Schweinf., Bot. Mus. Leafl. 11: 217 (1944).
20. Gomphichis scaposa Schltr., Repert. Spec. Nov. Regni Veg. Beih. 7: 55 (1920).
21. Gomphichis steyermarkii Foldats, Acta Bot. Venez. 3: 331 (1968).
22. Gomphichis traceyae Rolfe, Bull. Misc. Inform. Kew 1916: 78 (1916).
23. Gomphichis valida Rchb.f., Xenia Orchid. 3: 20 (1878).
24. Gomphichis viscosa (Rchb.f.) Schltr., Repert. Spec. Nov. Regni Veg. Beih. 6: 51 (1919).